# Saravia (bergspass)
Saravia är ett bergspass i Antarktis. Det ligger i Östantarktis. Argentina och Storbritannien gör anspråk på området. Saravia ligger 101 meter över havet.
Terrängen runt Saravia är mycket platt. Trakten är obefolkad. Det finns inga samhällen i närheten.